# 큰적갈색관박쥐
큰적갈색관박쥐(Rhinolophus rufus)는 관박쥐과에 속하는 박쥐의 일종이다. 필리핀의 토착종이다.

## 특징
중간 크기의 박쥐로 전체 몸길이는 110~130mm이고 전완장은 68~73mm이다. 꼬리 길이는 30~33mm, 발 길이는 17~21mm, 귀 길이는 33~37mm이다. 몸무게는 최대 34g이다.